# GiFi
A GiFi (acrónimo de Ginestet Philippe) é uma empresa francesa que distribui produtos económicos para a casa e para a família, semelhante a uma loja de produtos alimentares de desconto. O slogan da marca é GiFi é «Ideais Geniais!». A firma está presente nomeadamente em França e também tem presença na Suíça, Espanha, Itália, Portugal e Costa do Marfim.

## História
A GiFi foi fundada 18 de setembro de 1981 em Villeneuve-sur-Lot, no sudoeste de França, por Philippe Ginestet que é o proprietário e o presidente. O seu filho Alexandre é o Diretor-Geral.
Para 1986, a GiFi tinha nove lojas no sudoeste de França e passou de um modelo de retalho de desconto para um modelo de preços baixos. Em 1988, a empresa criou um centro de compras e começou a abastecer-se na Ásia.
Em 2002, a GiFi abre as suas primeiras lojas nos territórios ultramarinos franceses de Guadalupe e Guiana. A 26 de abril de 2003, abre a primeira loja fora de França, na Bélgica, em Ostende. Em 2004, foram abertas três lojas em Espanha. O desenvolvimento da concessão da marca começou em 2009. Posteriormente, continuaram a expandir-se em vários países, incluindo Portugal.

## Em Portugal
A 16 de março de 2023, a GiFi abriu a sua primeira loja em Portugal, em Matosinhos, no Matosinhos Retail Park. A 30 de novembro de 2023, abriram a 2.ª loja no país, em Aveiro, no Aveiro Center.